# Tumba-Tarzan
Tumba-Tarzan, egentligen Rolf Eskil Johansson, född 1 juli 1925 i Botkyrka, död 15 juni 1978 i Tumba, var en svensk inbrottstjuv som blev rikskänd 1954 då han under mer än ett halvår var på rymmen från polisen.

## Biografi
Johansson växte upp under fattiga omständigheter i stugan Entorp som ägdes av den kommunala fattigvården och som låg söder om Tumba, i Stockholms län. Han var den äldste sonen till föräldrarna Eskil och Amanda Johansson och han hade två yngre bröder, Sune och Olle. På grund av föräldrarnas sjukliga tillstånd placerades de två yngre bröderna på ett barnhem i Norrtälje där de vistades i fem år. Det var först i och med att de kom hem från barnhemmet 1946 som bröderna började med kriminalitet. Sune och Olle, 15 och 12 år gamla, började göra inbrott i sommarstugor och stjäla saker som konserver och kläder, men även sådant som kunde säljas. Rolf var 21 år 1946, gift med Alice, hade två döttrar och bostad i Vretarna.
Sommaren 1952 åkte Olle och Sune fast och man fann stöldgods hos Rolf vilket gav honom villkorlig dom för häleri. (Redan då kallas den 22-årige brodern Olle för "Tumbas Tarzan" i en artikel i Expressen från 1952-07-05). Men de båda bröderna rymde och fortsatte att försörja sig på sommarstugeinbrott medan de höll sig gömda i skogarna på Södertörn. Det var nu som de uppmärksammades i media och man började kalla dem för "Tumbaligan". Storebrodern Rolf och hans fru hjälpte sina bröder med mat och utrustning och när de till slut hittades av polisen greps alla tre bröder. Alice fick villkorlig dom och döttrarna togs ifrån henne och placerades på fosterhem. 
Den 8 maj 1954 rymde Rolf från Vångdalens fångvårdsanstalt utanför Uppsala. Han sökte upp Alice och tillsammans gav de sig av ut i Södertörns skogar. Likt sina bröder började nu Rolf att på allvar leva av sommarstugeinbrott. I en av stugorna fann han en pistol av märket Walther, kaliber 6 mm och 62 patroner. Efter en månad på rymmen upptäcktes de vid Tegelvreten av polisen dagen före midsommarafton. Det var polisman Svensson från Tumba som fann dem och med dragen pistol skrek att de var omringade. Trots detta smet Rolf och sköt ett skott i luften vilket fick polismannen att skjuta efter Rolf som han dock missade. I tumultet tömde polismannen sitt magasin, vilket gjorde att Rolf och Alice under pistolhot mot polismannen tillsammans kunde springa därifrån.
Det var dagen efter, den 23 juni 1954, som media utnämnde honom till landets farligaste förbrytare '(redan den 12 juni 1954 skrev Aftonbladet namnet Tumba-Tarzan i en rubrik på sidan 7: "Tumba-Tarzan stal 500 kr" vilket skulle kunna vara första gången namnet Tumba-Tarzan förekom i skrift). I tidningarna berättades det om en skottduell mellan Rolf och polismannen och att Rolf ska ha hotat att skjuta sin fru. Polismannen visade även upp en stekpanna med skotthål som han skulle han skyddat sig med. Senare visade det sig att dessa skotthål inte kan ha kommit från en Waltherpistol. Denna påstådda skottduell orsakade en stor insats från polisen och tidningar och radio rapporterade flitigt. För varje dag han var på rymmen växte myten om Tumba-Tarzan. I vissa berättelser utmålades han som en Robin Hood-figur. Exempelvis berättades det att han brukade äta den stulna maten vid sommarstugans köksbord, att han diskade efter sig, lämnade en ursäktande lapp vid bordet och aldrig belastade samma sommarstuga med flera inbrott. Även hans bröder spelade en roll i skriverierna och Sune fick smeknamnet ”Lill-Tumba” medan Olle kallades för ”Lill-Tarzan”.
Under tiden som allmänheten och polisen fokuserade sökande till skogarna runt Södertörn så befann sig Rolf och hans fru i sex veckor hos sin vän Kalle i hans lägenhet i Bagarmossen i södra Stockholm. I mitten av augusti gav de sig av därifrån och tältade under en period söder om Norrtälje. Den 2 november lämnade Alice Rolf i skogen, sökte upp sin mor och anmälde sig till polisen. Den 16 november greps Rolf i en vägspärr på Stocksundsbron när han kom körande mot Stockholm i en stulen Vauxhall. Tillsammans med honom i bilen fanns lillebror Olle och stöldgods. Gripandet gick lugnt till men i en kavajficka hade Rolf en laddad pistol.
Vintern 1955 åtalades Rolf, Alice och Olle men även Rolfs föräldrar. Rolf dömdes till tre år och sex månader straffarbete för hot mot tjänsteman, främjande av flykt, brukande av falsk urkund, misshandel, stöld, grov stöld, försök till grov stöld och häleri. Allt som allt 95 olika brott men där de flesta rörde sig om enstaka småstölder. Alice fick villkorlig dom och föräldrarna dagsböter för främjande av flykt.
I fängelset blev han vegetarian och som frisläppt arbetade han under några år aktivt för djurskydd och mot djurplågeri och han reste runt och höll föredrag. Han kom aldrig att begå några större brott, däremot småstölder. Han var sjukskriven långa perioder. Rolf återförenades aldrig med Alice eller sina döttrar och han dog i juni 1978. Han är begravd på Botkyrka kyrkogård.

## Böcker, film och konst

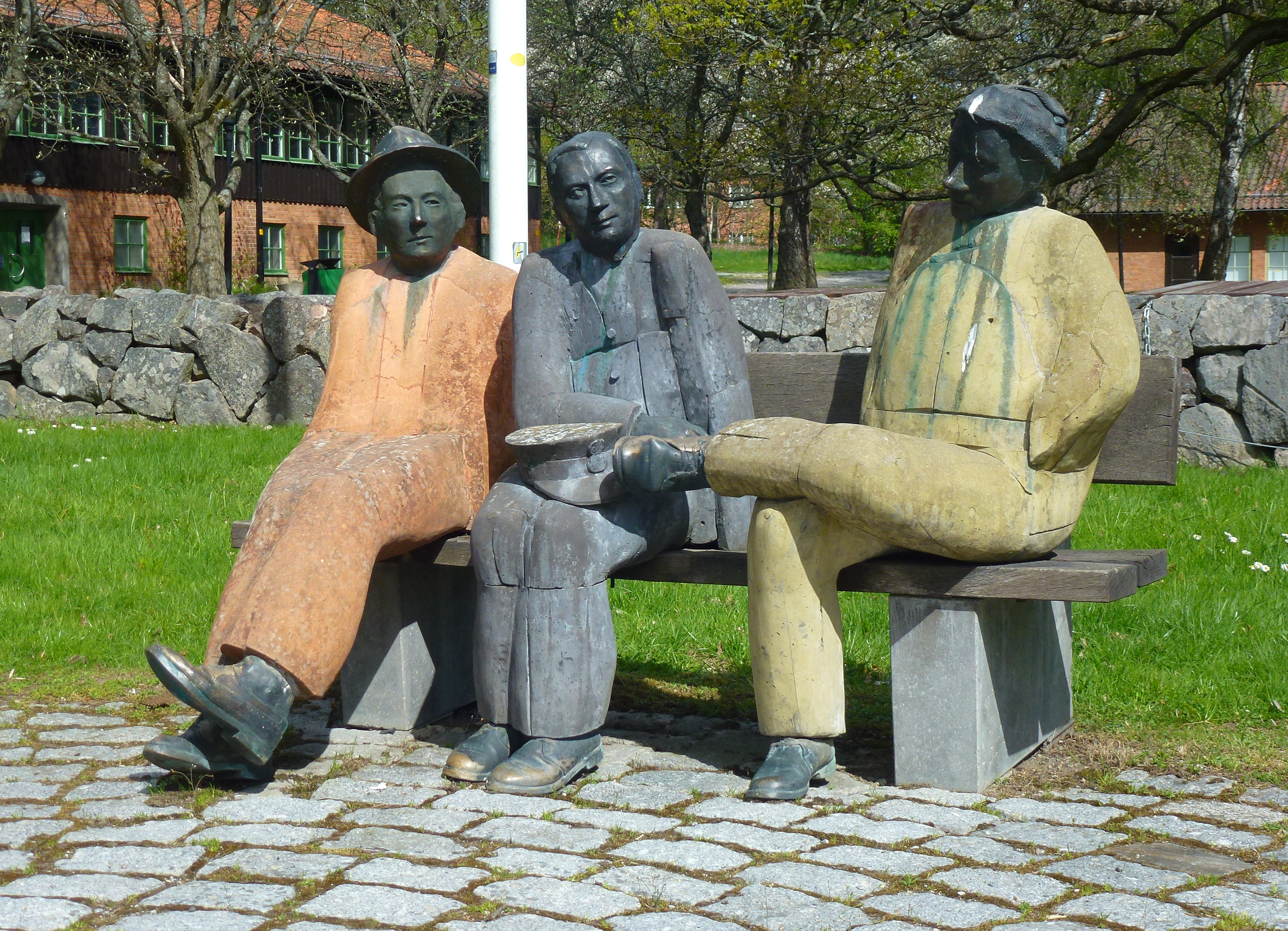
Samtal på en parkbänk. Bildsköne Bengtsson, konstapel Björk och Tumba-Tarzan.

1958 kom boken Vi båda...Äventyr I skogarna samt brevväxling med henne han sökt I sin längtan ut vilken var ett samarbete mellan Rolf Johansson och Hedvig Torhillen där Rolf berättar om vissa av sina brottsliga handlingar men även om sin tankar att leva närmre naturen.
Mats Olof Olsson har gjort dokumentärfilmen Tumba-Tarzan (1989) vilken visades på Göteborg Film Festival och där bland annat Johanssons bror intervjuas.
Vid Polishögskolan i Sörentorp i Solna kommun finns en skulptur av konstnären Mats Eriksson som föreställer Tumba-Tarzan tillsammans med Bildsköne Bengtsson och konstapel Björk sittande på en parkbänk.
Tumba-Tarzan, fri som fågeln (1990) är skriven av Gunnar Ståhl och samma år kom även boken Bröderna Tumba-Tarzan, 50-talets värstingar av Ivan Bratt.